# Transrapidunfall von Lathen

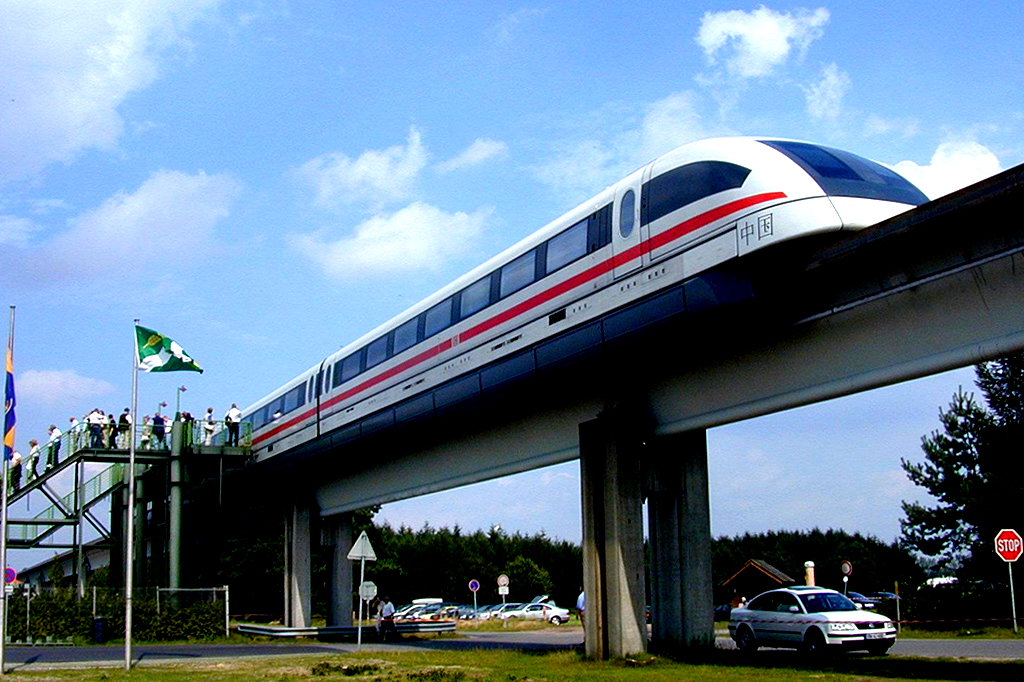
Das Fahrzeug auf der Strecke (2000)

Der Transrapidunfall von Lathen war der weltweit folgenschwerste Unfall einer Magnetschwebebahn. Am 22. September 2006 kamen auf der Strecke der Transrapid-Versuchsanlage Emsland bei Lathen während einer Testfahrt mit dem Transrapid 08 23 Menschen ums Leben und zehn weitere wurden verletzt.

## Ausgangslage
Der Transrapid 08 sollte mit einer Besuchergruppe an diesem Morgen die Teststrecke befahren. Die Anlage war mit etwa 1000 Besuchern täglich eine Attraktion, eine Fahrt dauerte zehn Minuten und kostete 18 Euro. Alle 31 Passagiere dieser Fahrt waren Angehörige, Gäste oder Mitarbeiter der Transrapid-Betreibergesellschaft IABG und fuhren kostenlos: elf Mitarbeiter und zwei Lehrlinge von RWE, einer Zuliefererfirma der IABG, neun Mitarbeiter des Altenpflegedienstes in Papenburg, ein Ehepaar auf Einladung eines Mitarbeiters der Betreibergesellschaft und einige von deren Mitarbeitern.
Ein mit einem Dieselmotor angetriebener Werkstattwagen, der mit zwei Arbeitern besetzt war, verließ um 08:00 Uhr die Werkhalle der Strecke und befuhr die Strecke mit einer Geschwindigkeit von 40 bis 50 km/h, um die allmorgendlichen Reinigungsarbeiten und Sicherheitsüberprüfungen auf der einspurigen Versuchsstrecke durchzuführen. Nach Abschluss der Arbeiten um 08:59 Uhr fuhr der Wagen plangemäß gegen 09:30 Uhr zur Stütze 120 der Trasse. Dort befindet sich die Weiche, die in die Abstellanlage führt; der Werkstattwagen wartete hier auf die Erlaubnis der Leitstelle, von der Strecke fahren zu dürfen. Die Besatzung fragte per Funk an, wann sie einfahren dürfe, erhielt aber keine Antwort vom Leitstand.
Gegen neun Uhr stiegen die drei Zugbegleiter und die Besucher ein, ein Zugbegleiter nahm vorne Platz, zwei weitere fuhren in einem Messwagen am Ende des Zuges, denn jede Fahrt des Transrapids wurde ausgewertet. Die erste Tour des Tages wurde immer mit 170 km/h statt der möglichen 450 km/h gefahren. Um 09:43 Uhr fuhr der Zug vom Bahnsteig los. Als Sicherheitsmaßnahme machte der Transrapid zunächst eine obligatorische Notbremsung, kam dabei zum Stehen und wartete nun auf die endgültige Fahrerlaubnis.
Um 09:52 Uhr schaltete die Leitstelle den Strom für die Strecke frei. Die Leitstelle war mit zwei Fahrdienstleitern besetzt, die Sicherheit sollte im Wesentlichen durch das Vier-Augen-Prinzip gewährleistet werden. Ein Fahrdienstleiter erteilte dem Triebfahrzeugführer des Transrapid per Sprechfunk die Fahrerlaubnis, worauf dieser losfuhr. Die Beschleunigung des Fahrzeugs war erheblich.

## Unfallhergang

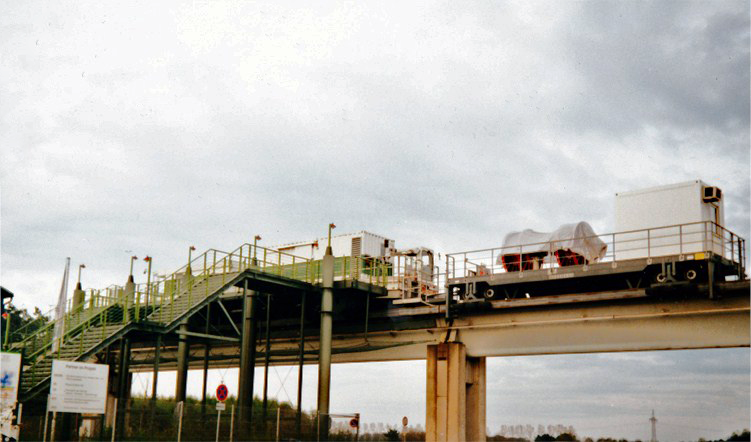
Der Werkstattwagen der Teststrecke (2001)

Die Fahrdienstleiter hatten sowohl vergessen, dass sich der Werkstattwagen noch auf der Strecke befand, als auch versäumt, den entsprechenden Streckenabschnitt für den Transrapid zu sperren, wie es vorgeschrieben war.
Genau 57 Sekunden nach Abfahrt betätigte um 09:53 Uhr ein Fahrgast die Notbremse, 25 Meter danach prallte der Zug mit 162 km/h auf das Werkstattfahrzeug. Der Aufprall war weit zu hören. Die in Leichtbauweise konstruierte Magnetschwebebahn bohrte sich unter den 60 Tonnen schweren Werkstattwagen und hebelte ihn hoch, dabei wurde das Dach des Transrapid an der Spitze des Zugs abgerissen und das Fahrzeug unter dem Werkstattwagen zusammengepresst. Der mit dem Werkstattwagen verkeilte  Zug kam nach etwa 300 Metern zum Stehen.

## Rettungsaktion und Folgen
Durch den Aufprall starben 23 Menschen und zehn weitere wurden verletzt, der Werkstattwagen sowie der vordere Teil der Magnetschwebebahn wurden völlig zerstört. Die beiden Arbeiter im Werkstattwagen überlebten verletzt, weil sie sich auf der vom Aufprall abgewandten Seite ihres Fahrzeugs befanden. Auf Klopfzeichen unter ihrem Fahrzeug hin, die von Fahrgästen kamen, die im vorderen Bereich des Zuges überlebt hatten, schraubten sie die Bodenplatte des Fahrzeugs auf und retteten drei Fahrgäste. Im hinteren Zugteil überlebten die beiden Bordtechniker.
Die Leitstelle alarmierte die Werkfeuerwehr und eine Viertelstunde nach der Kollision trafen die ersten Rettungskräfte ein. Beim Zerschneiden des Wracks mit Schneidbrennern wurden drei weitere Überlebende gefunden. Insgesamt waren 200 Retter im Einsatz, die Arbeiten gegen 22 Uhr abgeschlossen. Der Unfallzug wurde zwischen dem 6. und 8. November geborgen, der Versuchsbetrieb ruhte nach dem Unfall bis zum Juli 2008.
Die deutsche Bundeskanzlerin Angela Merkel und der niedersächsische Ministerpräsident Christian Wulff besuchten die Unfallstelle. Bundesverkehrsminister Wolfgang Tiefensee brach einen Besuch in China nach dem Unfall ab und kehrte nach Deutschland zurück.
Im Dezember 2006 setzte der Niedersächsische Landtag zu dem Vorfall einen Untersuchungsausschuss ein (Siehe auch: Liste der Untersuchungsausschüsse des Niedersächsischen Landtags).
Die Staatsanwaltschaft Osnabrück ermittelte gegen die beiden Fahrdienstleiter der Leitstelle, gegen zwei Betriebsleiter der Teststrecke und gegen zwei Geschäftsführer der Betreibergesellschaft wegen fahrlässiger Tötung und fahrlässiger Körperverletzung. Als Ursache wurde schließlich menschliches Versagen festgestellt. Die Staatsanwaltschaft stützte sich vor allem auf Gutachten des Eisenbahn-Bundesamtes und der Technischen Universität Braunschweig. Zu den vermeidbaren Ursachen gehörte unter anderem, dass im Werkstattwagen die Funkfreigabe für den Transrapid nicht mitgehört werden konnte, da ein anderes Funksystem genutzt wurde, vor allem aber wurde die vom Hersteller vorgesehene elektronische Sperre für den Transrapid nicht genutzt, die während einer Streckenbelegung etwa durch einen Werkstattwagen hätte gesetzt werden können.
Im Mai 2008 verurteilte das Landgericht Osnabrück die beiden Betriebsleiter zu Geldstrafen in Höhe von 24.000 und 20.000 Euro, da sie die Anweisungen für Fahrwegsperren in den Betriebsregeln nicht ausreichend klar definiert hatten. Nach Ansicht der Staatsanwaltschaft trug der Fahrdienstleiter, der die Funkfreigabe für den Transrapid gegeben hatte, die Hauptschuld an dem Unfall, das Strafverfahren gegen ihn wurde jedoch ausgesetzt, da er wegen Suizidgefährdung nicht verhandlungsfähig war. Das Verfahren gegen die zwei Fahrdienstleiter wurde später wieder aufgenommen und diese am 3. Juni 2011 zu Freiheitsstrafen von 18 Monaten bzw. einem Jahr verurteilt; die Strafen wurden zur Bewährung ausgesetzt, als Begründung dafür wurden die Reue der Angeklagten, deren psychische Erkrankungen sowie Suizidgefährdung angegeben. Beide Fahrdienstleiter waren zum Zeitpunkt des Urteils bereits in Rente, sie verzichteten ebenso wie die Staatsanwaltschaft auf Rechtsmittel gegen das Urteil, wodurch es sofort rechtskräftig wurde.